# Double Dynamite
Double Dynamite is een Amerikaanse film uit 1951 van Irving Cummings met in de hoofdrollen Groucho Marx, Jane Russell en Frank Sinatra.
De film is gebaseerd op een verhaal van Leo Rosten, It's Only Money. Dat was ook de oorspronkelijke titel van de film.
"Double Dynamite" was al in 1948 opgenomen maar bleef op de plank liggen tot eind 1951. De film was geen groot succes in de bioscopen.

## Verhaal
Twee dagen voor kerstmis vraagt de verlegen kassier Johnny Dalton om opslag. Zijn baas, de directeur van de Fidelty Trustbank kan er niet om lachen en stuurt Johnny zijn kantoor uit. Tijdens de lunch praat Johnny met zijn vriendin en collega Mildred 'Mibs' Goodhug over hun huwelijk. Mibs is het wachten beu, maar Johnny zegt dat hij niet genoeg verdient voor een huwelijk. Net als hij verder wil praten worden Johnny onderbroken door de ober, Emil Keck, die zegt dat Johnny gewoon eens gevaarlijk moet leven. De conservatieve Johnny wil protesteren, maar Mibs is opgetogen en applaudisseert voor Keck. Als Johnny even later terugloopt naar de bank ziet hij twee mannen iemand in elkaar slaan. Hij bemoeit zich ermee en redt de man. Het slachtoffer blijkt "Hot Horse" Harris te zijn, een bookmaker. Uit dankbaarheid zet Harris duizend dollar in voor Johnny en wint 5000 dollar voor hem. Vervolgens zet hij weer in op de paardenraces net zo lang tot Johnny 60.000 dollar heeft gewonnen. In afwachting van het totale bedrag keert Harris alvast 40.000 dollar uit. Dol van vreugde keert Johnny terug naar Emil die denkt dat zijn klant het pad van de misdaad is opgegaan. Ondanks zijn verdenkingen helpt hij Johnny een nieuwe auto te kopen een minkjas voor Mibs. Wat Johnny niet weet is dat gefrustreerde Mibs ingegaan is op een afspraakje met Bob Pulsifer, de zoon van de bankdirecteur en een echte playboy. Ondertussen meldt de vader van Bob het personeel dat er 75.000 dollar van de bank is verduisterd. Als Johnny dit hoort, raakt hij in paniek, bang dat ze hem zullen verdenken. Hij rent naar het café en vraagt Emil om de resterende 20.000 dollar voor hem op te halen. Het bookmakerskantoor blijkt echter verdwenen en dit voedt de vermoedens van Emil dat Johnny een crimineel is geworden. Wanhopig proberen Johnny en Emil nu het overgebleven geld en de minkjas in Johnny's flatje te verbergen. Als een detective informeert naar Johnny raken ze helemaal in paniek. Emil biedt aan het geld onder zijn naam op de bank te zetten. Mibs is ondertussen uitgeweest met Bob en vindt als ze thuiskomt het prijskaartje van de bontjas op de vloer. Ze begint nu Johnny te verdenken van ontrouw. De volgende morgen doet Emil zich voor als een belangrijke investeerder. Hij eist de directeur van de bank te spreken en die maakt een afspraak met hem in het dure hotel waar Emil zogenaamd verblijft. Terwijl Emil zich naar het hotel spoedt, worden de 20.000 dollar alsnog door "Hot Horse" afgeleverd bij Johnny's flatje. Alleen is Mibs eerder thuis en die vermoedt onmiddellijk dat Johnny de 75.000 dollar heeft verduisterd. In het hotel waar Emil nu verblijft, vindt ze Johnny en vraagt om uitleg. Het verhaal van Johnny klinkt haar zo ongeloofwaardig in de oren dat ze weer kwaad wordt en hem wegstuurt. Emil grijpt in en zegt dat Johnny alles voor haar heeft gedaan. Overmand door schuld brengt Mibs het geld naar Bob en zegt dat ze desnoods met hem trouwt, als hij maar geen aanklacht tegen Johnny indient. Maar Bob verdenkt nu Mibs en belt de politie. Net op het moment dat Mibs en Johnny hun ruzie bijleggen, valt de politie binnen en arresteert Milbs. Er volgt een onderzoek en al snel blijkt dat ze onschuldig is en dat 75.000 dollar helemaal niet verduisterd waren. Er zat een fout in de kasmachines. Johnny en Mibs zijn nu volledig vrijgesproken en kunnen alsnog trouwen.

## Rolverdeling
| Acteur          | Personage          |
| --------------- | ------------------ |
| Jane Russell    | 'Mibs' Goodhug     |
| Groucho Marx    | Emile J. Keck      |
| Frank Sinatra   | Johnny Dalton      |
| Don McGuire     | Bob Pulsifer       |
| Howard Freeman  | R.B. Pulsifer      |
| Nestor Paiva    | "Hot Horse" Harris |
| Frank Orth      | Mr. Kofer          |
| Harry Hayden    | J.L. McKissack     |
| William Edmunds | Baganucci          |

## Achtergrond
De film werd opgenomen tussen 22 november en 15 december 1948. Maar Howard Hughes die net hoofd van RKO Radio Pictures was geworden, vond de film maar niks. Hij weigerde "Double Dynamite" uit te brengen en liet de film bijna drie jaar op de plank liggen. In december 1951 werd de film zonder veel succes toch uitgebracht. Merkwaardig genoeg stond Frank Sinatra als derde naam op de affiches en begin- en eindtitels vermeld. Sinatra heeft namelijk overduidelijk de hoofdrol en is meestal in beeld. Als reden voor deze 'degradatie' werd gemeld dat de carrière van Sinatra in 1951 op een dieptepunt was gekomen. Zijn naam zou geen mensen meer naar de bioscoop trekken. De echte reden was echter dat Howard Hughes gewoon een hekel had aan Sinatra. Groucho Marx was in de jaren vijftig niet meer de anarchistische acteur uit zijn tijd bij The Marx Brothers, maar zijn verbaal geweld is er nog altijd. Een van de scenaristen van de film was Mannie Manheim die ook vroeger altijd zijn grappen schreef.

## Muziek
De volgende liedjes zijn in de film te horen:
- "It's Only Money" (Jule Styne/ Sammy Cahn) Gezongen door Frank Sinatra en Groucho Marx;
- "Stone Walls" (Richard Lovelace) Gezongen door Groucho Marx
- "Kisses and Tears" (Jule Styne/ Sammy Cahn) Gezongen door Frank Sinatra en Jane Russell
- "Jesse James" Gezongen door Groucho Marx